# Электрический синапс
Электри́ческий си́напс (англ. electrical synapse) — место высокоспециализированных контактов (щелевых контактов) между нейронами, где происходит прямое перетекание электрических токов от одного нейрона к другому. В щелевых контактах мембраны соседних клеток находятся на расстоянии около 3,8 нм, в то время как в химическом синапсе расстояние между двумя нейронами составляет от 20 до 40 нм. У многих животных в нервной системе имеются как химические, так и электрические синапсы. По сравнению с химическими синапсами, электрические синапсы проводят нервные импульсы быстрее, однако, в отличие от химических синапсов, сигнал на постсинаптическом нейроне оказывается равным или меньше первоначального сигнала. Электрические синапсы активно используют животные, которым необходима способность развивать наиболее быстрый ответ, какой возможно, например, в случае защитных рефлексов. Как правило, электрические синапсы двунаправленны, то есть нервный импульс может проходить по ним в обоих направлениях.

## Структура
В области каждого щелевого контакта имеется множество особых каналов, пересекающих мембраны обеих клеток. Диаметр таких каналов составляет от 1,2 до 2 нм, поэтому через них могут проходить из одной клетки в другую ионы и молекулы среднего размера, благодаря чему цитоплазмы двух соседних клеток оказываются соединёнными. Поэтому когда мембранный потенциал одной из клеток меняется, из неё ионы могут переместиться в соседнюю клетку, деполяризуя её за счёт своего положительного заряда. Каналы щелевых контактов состоят из двух полуканалов, которые у позвоночных называются коннексонами (каждый полуканал принадлежит одной из клеток, соединённых синапсом). Каждый коннексон образован шестью белковыми субъединицами — коннексинами. Коннексин имеет длину 7,5 нм и содержит четыре трансмембранных участка. Коннексины в составе коннексона одинаковы или могут немного отличаться. Частным случаем электрического синапса является аутапс (англ. autapse), в образовании которого принимают участие аксон и дендрит одного и того же нейрона.

## Функции
Простота устройства электрических синапсов позволяет им проводить сигнал очень быстро, однако они участвуют лишь в простых поведенческих реакциях, в отличие от более сложно устроенных химических синапсов. Поскольку для передачи сигнала через электрический синапс не нужно связывание рецептора с сигнальной молекулой-лигандом, при работе электрических синапсов не происходит задержки, которая у химических синапсов может составлять от 0,5 до 4 миллисекунд. Однако у млекопитающих различия в скоростях проведения сигнала электрическим и химическим синапсом не различаются так сильно, как у холоднокровных животных. Благодаря высокой скорости проведения сигнала электрическим синапсам несколько соседних нейронов развивают потенциал действия практически одновременно. Ответ постсинаптического нейрона имеет тот же знак, что и изменения в пресинаптическом нейроне. Так, деполяризация пресинаптической мембраны всегда вызовет деполяризацию постсинаптической мембраны, то же самое имеет место для гиперполяризации. Как правило, ответ постсинаптического нейрона меньше, чем амплитуда исходного сигнала; это обусловлено сопротивлением пре- и постсинаптической мембран. Электрические синапсы имеют сравнительно низкую утомляемость и очень устойчивы к изменениям внешней и внутренней среды. Обычно сигнал может проходить через электрические синапсы в обоих направлениях, однако из этого правила есть исключения. Иногда в ответ на деполяризацию в мембране аксона открываются потенциалзависимые ионные каналы, которые не дают сигналу распространяться в обоих направлениях. Имеются свидетельства своего рода «пластичности» электрических синапсов, то есть электрическая связь между двумя нейронами может ослабляться или усиливаться в зависимости от активности синапса или при изменении внутриклеточной концентрации магния.

## Распространение
Электрические синапсы встречаются по всей центральной нервной системе. Они были детально изучены в неокортексе, гиппокампе, таламическом ретикулярном ядре, голубом пятне, нижнем оливковом ядре, мезенцефалическом ядре тройничного нерва, обонятельных луковицах, сетчатке и спинном мозге позвоночных. Электрические синапсы были обнаружены также в полосатых телах, мозжечке и супрахиазматическом ядре. Как правило, электрические синапсы опосредуют очень быстрые поведенческие ответы, как, например, выпускание чернил морским зайцем Aplysia при опасности. Электрические синапсы были обнаружены и вне нервной системы. Электрические синапсы связывают рецепторные клетки, кардиомиоциты, гладкомышечные клетки, клетки печени, глиальные и эпителиальные клетки.
Электрические синапсы наиболее характерны для низкоорганизованных животных. В ходе эволюции доля электрических синапсов уменьшалась, и в ЦНС млекопитающих (в том числе человека) на долю электрических синапсов приходится около 1 % связей между нейронами.

## Клиническое значение
Генетические дефекты коннексинов нередко являются причиной пороков сердца, так как электрические синапсы играют важнейшую роль в синхронизации электрической и сократительной активности сердца. Нарушения в работе коннексинов в шванновских клетках приводят к функциональной патологии аксонов, что лежит в основе болезни Шарко — Мари — Тута. При этом заболевании наблюдается прогрессивная двигательная и сенсорная нейропатия, кроме того, скорость проведения потенциала действия по аксонам снижена. Образование щелевых контактов между гладкомышечными клетками стенки матки находится под влиянием эстрогенов, которые стимулируют их образование в период беременности. Дефекты щелевых контактов в матке и снижение их числа нередко приводят к преждевременным родам.

## История изучения
Впервые гипотеза о существовании электрических синапсов была выдвинута в начале XX века Камилло Гольджи и Йозефом Герлахом. Однако после открытия химических синапсов существование электрических синапсов считалось недостоверным, и до середины XX века главенствовало мнение, что передача потенциала действия между нейронами осуществляется исключительно посредством химических синапсов. Тем не менее, в 1959 году Дэвид Поттер и Эдвин Фершпан убедительно доказали существование электрических синапсов на примере гигантского аксона и аксоном моторного нейрона в брюшной нервной цепочке рака.